# Ryan Burnett
Ryan Burnett (Belfast, Irlanda del Norte, 21 de mayo de 1992) es un boxeador norirlandés. Es excampeón mundial de peso gallo unificado, habiendo tenido el título de la AMB (Unificado) desde 2017 y anteriormente el título de la FIB de 2017 a 2018. A nivel regional, obtuvo el título de peso gallo británico de 2015 a 2017. Como aficionado, Burnett representó a Irlanda en los Juegos Olímpicos Juveniles de Verano 2010 y ganó una medalla de oro en la división de peso mosca ligero.

## Carrera amateur
Burnett acumuló un récord amateur de 94 victorias y 4 derrotas; afirma que aún "disputa la mayoría de esas pérdidas". Mientras ascendía al número uno en el ranking mundial amateur AIBA World Youth, Burnett ganó siete títulos de All Ireland y cuatro títulos de Ulster, junto con varias medallas de torneos de varias naciones. Lo más destacado de su carrera amateur fue su victoria en la medalla de plata y oro en el Campeonato Mundial Juvenil y los Juegos Olímpicos de la Juventud, respectivamente. Después de adquirir esas medallas, Burnett sufrió una lesión en la espalda que lo descartó de competir durante un año y obstaculizó sus oportunidades de éxito a nivel superior. No mucho después de recuperar la condición física, Burnett decidió convertirse en profesional.

## Carrera profesional
Burnett se convirtió en profesional en enero de 2012, luego de firmar un acuerdo con Hatton Promotions. Luego se mudó a Manchester, Inglaterra, donde sería entrenado por el fundador de la compañía, el excampeón mundial Ricky Hatton.
En noviembre de 2015, Burnett recibió una oportunidad por el vacante título de peso gallo británico contra el ex poseedor del título, Jason Booth. Burnett se llevó la distancia y ganó la pelea por decisión unánime. En enero de 2016, se anunció que Burnett pelearía en la cartelera secundaria del boxeador de Belfast, Carl Frampton, en su combate por la unificación del título mundial con Scott Quigg en el Manchester Arena el 27 de febrero de 2016. Burnett se enfrentó al francés, Anthony Settoul, por el título internacional gallo del CMB. Burnett produjo una actuación muy elogiada y ganó la pelea a través de otra decisión unánime.

## Récord profesional
| 20 Ganadas (10 KOs), 1 Derrota |        |                    |      |              |            |                                                       | |
| Res.                           | Récord | Oponente           | Tipo | Rd., Tiempo  | Datos      | Localidad                                             | Notas |
| G                              | 20–1   | Jelbirt Gomera     | TKO  | 6 (12), 2:01 | 17-05-2019 | Ulster Hall, Belfast, Irlanda del Norte               | |
| D                              | 19–1   | Nonito Donaire     | RTD  | 4 (12), 3:00 | 03-11-2018 | The SSE Hydro, Glasgow, Escocia                       | Pierde el título AMB (Unificado) en el peso gallo; Cuartos de final del World Boxing Super Series del peso gallo.                                          |
| G                              | 19–0   | Yonfrez Parejo     | UD   | 12           | 31-03-2018 | Principality Stadium, Cardiff, Gales                  | Retiene el título mundial de la AMB (Unificado) en el peso gallo                                                                                           |
| G                              | 18–0   | Zhanat Zhakiyanov  | UD   | 12           | 21-10-2017 | SSE Arena, Belfast, Irlanda del Norte                 | Retiene el título mundial de la FIB en el peso gallo; Gana el título mundial de la AMB (Unificado) en el peso gallo                                        |
| G                              | 17–0   | Lee Haskins        | UD   | 12           | 10-06-2017 | SSE Arena, Belfast, Irlanda del Norte                 | Gana el título mundial de la FIB en el peso gallo; Originalmente una D.D., más tarde cambiado a una D.U. después de un cuadro de mando incorrecto del juez |
| G                              | 16–0   | Joseafat Reyes     | PTS  | 8            | 25-02-2017 | Hull Arena, Hull, Inglaterra                          | |
| G                              | 15–0   | Ryan Farrag        | UD   | 12           | 15-10-2016 | Echo Arena, Liverpool, Inglaterra                     | Retiene el título Británico en el peso gallo |
| G                              | 14–0   | Cesar Ramirez      | UD   | 10           | 30-07-2016 | First Direct Arena, Leeds, Inglaterra                 | Retiene el título Internacional del CMB en el peso gallo.                                                                                                  |
| G                              | 13–0   | Anthony Settoul    | UD   | 10           | 27-02-2016 | Manchester Arena, Manchester, Inglaterra              | Gana el título vacante Internacional del CMB en el peso gallo.                                                                                             |
| G                              | 12–0   | Jason Booth        | UD   | 12           | 21-11-2015 | Manchester Arena, Manchester, Inglaterra              | Gana el título vacante Británico en el peso gallo. |
| G                              | 11–0   | Robert Kanalas     | TKO  | 2 (10), 1:24 | 10-10-2015 | Manchester Arena, Manchester, Inglaterra              | Gana el título vacante Europeo de la OMB en el peso gallo                                                                                                  |
| G                              | 10–0   | Csaba Kovacs       | TKO  | 2 (8), 1:32  | 04-07-2015 | National Stadium, Dublín, Irlanda                     | |
| G                              | 9–0    | Stephon McIntyre   | KO   | 1 (6), 2:59  | 11-04-2015 | Barclays Center, New York City, New York              | |
| G                              | 8–0    | Faycal Messaoudene | PTS  | 6            | 27-03-2015 | York Hall, Londres, Inglaterra                        | |
| G                              | 7–0    | Isaac Owusu        | TKO  | 2 (6), 0:26  | 27-02-2015 | IceSheffield, Sheffield, Inglaterra                   | |
| G                              | 6–0    | Stefan Slavchev    | TKO  | 4 (4), 0:42  | 29-11-2014 | York Hall, Londres, Inglaterra                        | |
| G                              | 5–0    | Valentin Marinov   | TKO  | 1 (6), 3:00  | 22-11-2014 | The Devenish Complex, Belfast, Irlanda del Norte      | |
| G                              | 4–0    | Sergio Perez       | UD   | 6            | 16-11-2013 | Vratsa, Bulgaria                                      | |
| G                              | 3–0    | Reynaldo Cajina    | TKO  | 2 (4), 1:52  | 19-10-2013 | Odyssey Arena, Belfast, Irlanda del Norte             | |
| G                              | 2–0    | Elemir Rafael      | TKO  | 2 (4), 2:05  | 28-06-2013 | Holiday Inn Ormeau Avenue, Belfast, Irlanda del Norte | |
| G                              | 1–0    | Laszlo Nemesapati  | KO   | 1 (4), 1:14  | 24-05-2013 | Liverpool Olympia, Liverpool, Inglaterra              | |